# Joseph Hillebrand
Heinrich Joseph Hillebrand, född den 24 augusti 1788 nära Hildesheim, död den 25 januari 1871 i Soden, var en tysk litteraturhistoriker och filosof.
Hillebrand blev professor i filosofi 1818 i Heidelberg och 1822 i Giessen samt var 1848 president i hessiska andra kammaren. Till följd av sin opposition blev han 1850 försatt ur tjänstgöring. Hans främsta arbete är Die deutsche Nationalliteratur seit dem Anfang des 18. Jahrhunderts (1845–46; 3:e upplagan utgiven av hans son Karl Hillebrand 1875). Mindre betydande är hans filosofiska skrifter, av vilka Philosophie des Geistes (1835) går ut på att förmedla Hegels och Leibniz åsikter.